# Ersekë
Ersekë, Erseka – miasto w południowo-wschodniej Albanii, stolica okręgu Kolonjë w obwodzie Korcza. Siedziba gminy miejskiej Ersekë. Prawa miejskie uzyskało w 1958. Liczba mieszkańców wynosi około 7750 (2005). Położone w górach Gramos na wysokości 1 050 m, najwyżej położone miasto Albanii.

## Historia
Założone w XVII wieku. Pierwszymi mieszkańcami regionu Kolonjë byli ludzie ze starogreckiego plemiona Deksaroi, które mieszkało w Epirze, na granicy Ilirii.

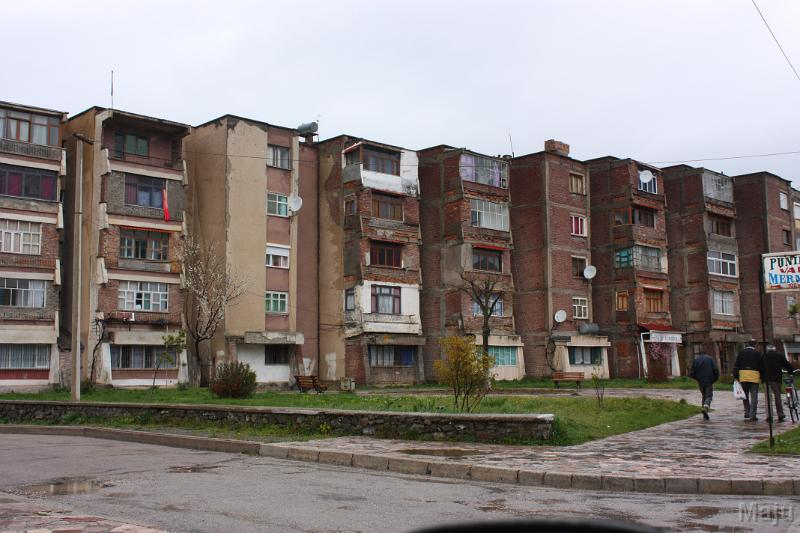
Ersekë, Albania, 2010